# Iglesia de San Pablo el Apóstol (Nueva York)
La Iglesia de San Pablo el Apóstol   es una iglesia histórica ubicada en el estado de, Nueva York.
La Iglesia de San Pablo el Apóstol se encuentra inscrita  en el Registro Nacional de Lugares Históricos desde el 5 de diciembre de 1991. 

## Ubicación
La Iglesia de San Pablo el Apóstol se encuentra dentro del condado de Nueva York en las coordenadas 40°46′11″N 73°59′07″O / 40.769722, -73.985278.